# 水谷実雄
水谷 実雄（みずたに じつお、1947年11月19日 - 2025年8月10日）は、宮崎県串間市出身のプロ野球選手（外野手、内野手）・コーチ、解説者・評論家。

## 経歴

### プロ入りまで
宮崎商1年次の1963年に、控え投手として夏の甲子園の宮崎県予選に出場。準決勝で先発し本庄高に完封勝利、決勝では清俊彦を擁する高鍋高と対戦し、9回にリリーフで登板して4-3で辛勝し、本大会への出場を決める。甲子園では2回戦で甲府商に敗れ、自身の登板は無かった。2年上のチームメートに高橋博・小川亨、1年上には山本真一がいた。2年次の1964年にはエース・4番打者として夏の甲子園に連続出場し、1回戦で旭川南高、2回戦で芝池博明を擁する滝川高を降し準々決勝に進出。ここでも熊谷商工に逆転勝ちし準決勝に進むが、優勝した高知高の光内数喜（芝工大-鐘淵化学）と投げ合い0-1で惜敗。3年次の1965年夏は県予選で敗れ、甲子園出場を逸した。

### 現役時代
同年の第1回ドラフトで広島カープに4位で指名され、投手として入団。
1年目の1966年はいきなり腎臓病を患い入院し、日南キャンプは不参加。以来、ジンちゃんの愛称で親しまれる。藤村隆男二軍監督の指導は基礎体力作りばかりで、ボールに触ることを許さなかったが、後に「鬼軍曹のお陰で、プロでメシが食える体が出来た」と語っており、スパルタ指導の教育スタイルの原型となった。
同年オフに石本秀一ヘッドコーチに勧められ野手転向し、当初は三塁手で起用されたが、守備に難があり外野手に再転向。
しばらくは二軍暮らしが続いて戦力外リストに入ったこともあったが、上田利治・関根潤三打撃コーチのマンスリーマン指導を受けて1970年に一軍に定着。1971年には開幕直後から左翼手として起用され、5月には1番打者に定着。初めて規定打席に到達し、打率.283（リーグ3位）を記録、外野手としてベストナインに選出される。1973年のジム・ヒックスの加入もあり、一時出場機会を減らす。
1975年には規定打席不足ながらレギュラーではチーム2位となる打率.285を挙げて広島の初優勝に貢献し、優勝を決めた10月15日の巨人戦（後楽園）ではウイニングボールを掴んだ。同年の阪急との日本シリーズでは、前半3試合に左翼手として先発するが、シリーズ通算8打数1安打に終わる。これ以後は主力打者として活躍。
1976年には打率.308（リーグ7位）と初の3割越えを果たし、26本塁打を放つ。同年から1978年にかけて広島球団としては初となる3年連続の打率3割を記録する。守備面では1977年7月から一塁手に専念、1978年は球団記録となる打率.348で首位打者のタイトルを獲得した。1979年から1980年にかけての連続日本一にも貢献し、1979年の近鉄との日本シリーズでは2本塁打を放ち優秀選手賞を獲得。1980年の近鉄との日本シリーズでは3本塁打、うち第6戦では1回に先制の満塁本塁打を放つ。山本浩二や衣笠祥雄らと共に赤ヘル黄金時代を担い、その後もジム・ライトル、山本とクリーンナップを組んで5番打者として活躍するも、チームが4位に終わった1982年オフ、球団フロントとの確執から加藤英司との大型トレードにより阪急ブレーブスに移籍した。
移籍初年度の1983年は新外国人のブーマー・ウェルズを差し置いて4番・指名打者を任され、自身初の130試合フル出場を果たす。5月19日の日本ハムファイターズ戦で広島時代同僚だった江夏豊からサヨナラ2ランを放った。苦手な守備から解放され打撃に専念でき、打撃も好調で、初の30本越えとなる36本塁打、114打点を記録し、打点王を獲得した。同年は、広島時代に指導を受けた上田利治監督の発言から、ブーマーに肖ってミズマーとも呼ばれた。
しかし、1984年のロッテオリオンズとの開幕戦で、土屋正勝から頭部に死球を受けて左側頭部骨折・三半規管損傷の重症を負い、長期欠場を余儀なくされる。同年夏に復帰し後半戦の63試合に出場するも、頭痛・吐き気・めまい等の後遺症に苦しみ、打率.181と低迷した。
1985年5月には後遺症の徹底治療のために埼玉医科大学附属病院に入院するが、無類の勝負強さを誇った打撃が甦る事はなく、同年のシーズン終了後に現役を引退。結局最後の2シーズンは不本意なまま現役を終えた。「今でも後遺症はありますよ。でも「あのデットボールがなかったら」なんて思ったことはない。それだけは、言っちゃあいかんのですよ。」と述べている。

### 現役引退後
引退後はフジテレビ・関西テレビ「ナイター中継/野球中継/プロ野球中継&プロ野球ニュース」解説者・サンケイスポーツ評論家（1986年）を経て、阪急二軍打撃コーチ（1987年 - 1988年）、広島一軍打撃コーチ（1989年 - 1991年）→一軍チーフ打撃コーチ（1992年 - 1993年）、近鉄一軍打撃コーチ（1994年）→一軍ヘッド兼打撃コーチ（1995年）、ダイエー一軍打撃コーチ（1996年 - 1997年）、中日一軍打撃コーチ（1998年）→一軍打撃チーフコーチ（1999年 - 2001年）、阪神二軍打撃コーチ（2003年 - 2006年）を務めた。
阪急コーチ時代には高橋智・中嶋聡・風岡尚幸にひたすらバットを振らせ、高橋は「1986年に水谷実雄さんが打撃コーチに就任にしたのが大きかったですね。自分のバッティングの基本からあらゆることを教わりました。それこそ水谷さんを恨みたくなるほど。」と述べている。
古巣・広島には山本浩二監督の招聘で復帰し、在任中は山本と長年の関係により、若手の指導には全幅の信頼を置かれていた。山本からは「このメンバーなら、優勝せんといかん」と厳命を受け、野村謙二郎・江藤智・前田智徳・緒方孝市・金本知憲を育て、1991年のリーグ優勝に貢献。彼らを教える時には1人だけ怒らず一斉に叱り、水谷だけが怒鳴り役で山本には食事の席で「いつも僕ばっかり悪者じゃ」と冗談で言ったら、山本の妻が「そうよ。浩二さんは外面ばっかりいいんやから。水谷さんもっと言って」と笑っていた。入団は水谷の方が3年早いが、年齢は1年上の山本の事を「コージ」と呼び、タメ口を使い、半世紀以上にわたり、義兄弟のような付き合いをしてきた。一方で長嶋清幸は「理論と合わなかった。若い時にお世話になった先輩だし、人間的にどうこうではなく、打撃理論が受け入れられなくて難しかった。そのうち「もう好きにしろ」みたいになって…。浩二さんが唯一信頼している人だし、現役時代は不調の時に水谷さんにアドバイスをもらっていたほど。それほど技術論はすごい。でも、すごく難しくて、自分の打撃がおかしくなり、取り返しがつかなくなった。」と述べている。
1993年に山本と共に辞任し、近鉄には鈴木啓示監督の招聘で入団。
近鉄コーチ時代は中村紀洋を育て、中村は「僕がプロ3年目から一緒にやっていた水谷コーチとの猛練習も、もう苦しいどころじゃなかった。キャンプからずっと、ほぼバッティング練習ばかり。守備練習をした覚えがないくらい、とにかくバットを振り続けました。でも、その練習があったからこそ、こうして今でもプロでプレーできているんじゃないかと思っています。そういった練習の積み重ねによって、体の使い方も分かりました。フルスイングの意識が芽生えたのもそのころからだったと思います。」、「僕は近鉄時代に水谷実雄打撃コーチという恩師がいました。打撃の状態が悪い時もあります。その状況で当てにいかずに、持ち味のフルスイングを貫けたのは水谷さんの教えのおかげです。」と述べ、1995年には鈴木の辞任を受け、同年8月9日からシーズン終了まで監督代行を務めた。
中日には水谷の熱血指導を高く評価していた星野仙一監督の招聘で入団し、山﨑武司の再生を課された。1999年のリーグ優勝に貢献し、井上一樹からは打の師と仰がれ、1997年秋に星野から両打ち転向を命じられ混乱し3年間で3安打しか打てなかった荒木雅博を2001年の開幕前に右打席専念を言い渡した。
阪神退団後は西宮市甲東園で「鶏処 だれやみ」を経営し 、その傍ら、2011年からはデイリースポーツ神戸本社専属評論家として活動。2013年には一軍チーフ打撃コーチとして7年ぶりに阪神へ復帰し、同年10月14日に球団に辞任を申し入れて退団。
6球団で延べ7回、20年にわたってコーチを務め、水谷は「常に1年で辞める覚悟やった。選手にも好かれようなんて思わん。変えるために呼ばれるんやからな」と述べている。西日本の全球団でコーチを歴任していた。
2025年8月10日14時56分、心不全のため兵庫県西宮市内の病院で死去した。77歳没。死球の影響や内臓疾患もあり、近年は心臓や目などの手術を受けており、家族によれば体調不良により今年6月から入院し治療を行っていたが、8月に入って体調が悪化し、家族に看取られて亡くなったという。

## 選手としての特徴
バットのヘッドを投手に向けて威嚇するように構え、投手の球種を読んで、球を思いっきり振り抜く勝負強い打撃が特徴だった。

## 詳細情報

### 年度別打撃成績
| 年 度      | 球 団      | 試 合 | 打 席 | 打 数 | 得 点 | 安 打 | 二 塁 打 | 三 塁 打 | 本 塁 打 | 塁 打 | 打 点 | 盗 塁 | 盗 塁 死 | 犠 打 | 犠 飛 | 四 球 | 敬 遠 | 死 球 | 三 振 | 併 殺 打 | 打 率 | 出 塁 率 | 長 打 率 | O P S |
| ---------- | ---------- | ----- | ----- | ----- | ----- | ----- | -------- | -------- | -------- | ----- | ----- | ----- | -------- | ----- | ----- | ----- | ----- | ----- | ----- | -------- | ----- | -------- | -------- | ----- |
| 1966       | 広島       | 1     | 1     | 1     | 0     | 0     | 0        | 0        | 0        | 0     | 0     | 0     | 0        | 0     | 0     | 0     | 0     | 0     | 1     | 0        | .000  | .000     | .000     | .000  |
| 1967       | 広島       | 3     | 5     | 4     | 0     | 1     | 0        | 0        | 0        | 1     | 0     | 0     | 0        | 0     | 0     | 1     | 0     | 0     | 0     | 0        | .250  | .400     | .250     | .650  |
| 1969       | 広島       | 37    | 57    | 51    | 4     | 13    | 1        | 0        | 1        | 17    | 1     | 0     | 0        | 0     | 0     | 6     | 0     | 0     | 14    | 1        | .255  | .333     | .333     | .667  |
| 1970       | 広島       | 106   | 248   | 234   | 16    | 57    | 6        | 0        | 7        | 84    | 25    | 5     | 5        | 5     | 2     | 4     | 0     | 3     | 35    | 4        | .244  | .263     | .359     | .622  |
| 1971       | 広島       | 125   | 524   | 481   | 64    | 136   | 22       | 2        | 9        | 189   | 45    | 14    | 6        | 5     | 2     | 29    | 2     | 7     | 39    | 11       | .283  | .331     | .393     | .724  |
| 1972       | 広島       | 109   | 372   | 344   | 38    | 90    | 13       | 0        | 12       | 139   | 49    | 7     | 1        | 4     | 2     | 21    | 3     | 1     | 44    | 8        | .262  | .304     | .404     | .708  |
| 1973       | 広島       | 102   | 267   | 251   | 18    | 58    | 10       | 1        | 7        | 91    | 29    | 1     | 1        | 1     | 0     | 12    | 0     | 3     | 32    | 7        | .231  | .274     | .363     | .637  |
| 1974       | 広島       | 77    | 224   | 205   | 21    | 51    | 10       | 1        | 6        | 81    | 16    | 0     | 3        | 0     | 1     | 16    | 2     | 2     | 31    | 10       | .249  | .308     | .395     | .703  |
| 1975       | 広島       | 121   | 389   | 358   | 29    | 102   | 14       | 1        | 13       | 157   | 37    | 5     | 1        | 5     | 3     | 22    | 5     | 1     | 39    | 10       | .285  | .326     | .439     | .764  |
| 1976       | 広島       | 118   | 406   | 360   | 55    | 111   | 18       | 2        | 26       | 211   | 73    | 3     | 6        | 3     | 2     | 40    | 8     | 1     | 42    | 14       | .308  | .377     | .586     | .963  |
| 1977       | 広島       | 119   | 444   | 404   | 53    | 126   | 31       | 2        | 13       | 200   | 50    | 2     | 4        | 0     | 3     | 35    | 3     | 2     | 46    | 13       | .312  | .367     | .495     | .862  |
| 1978       | 広島       | 119   | 441   | 402   | 60    | 140   | 23       | 0        | 25       | 238   | 75    | 2     | 3        | 0     | 3     | 33    | 2     | 3     | 48    | 8        | .348  | .399     | .592     | .991  |
| 1979       | 広島       | 125   | 465   | 408   | 48    | 106   | 9        | 0        | 23       | 184   | 69    | 2     | 1        | 0     | 4     | 53    | 1     | 0     | 77    | 10       | .260  | .342     | .451     | .793  |
| 1980       | 広島       | 116   | 408   | 352   | 35    | 95    | 5        | 1        | 22       | 168   | 61    | 0     | 0        | 0     | 1     | 54    | 3     | 1     | 72    | 11       | .270  | .368     | .477     | .845  |
| 1981       | 広島       | 126   | 488   | 427   | 55    | 144   | 22       | 0        | 23       | 235   | 82    | 1     | 0        | 1     | 6     | 51    | 4     | 3     | 55    | 12       | .337  | .407     | .550     | .957  |
| 1982       | 広島       | 119   | 444   | 403   | 40    | 122   | 25       | 0        | 18       | 201   | 63    | 0     | 1        | 0     | 2     | 38    | 3     | 1     | 57    | 12       | .303  | .363     | .499     | .861  |
| 1983       | 阪急       | 130   | 545   | 480   | 67    | 139   | 18       | 0        | 36       | 265   | 114   | 2     | 2        | 0     | 7     | 58    | 3     | 0     | 83    | 8        | .290  | .361     | .552     | .914  |
| 1984       | 阪急       | 63    | 185   | 160   | 14    | 29    | 3        | 0        | 3        | 41    | 20    | 0     | 1        | 0     | 4     | 19    | 0     | 2     | 42    | 6        | .181  | .270     | .256     | .527  |
| 1985       | 阪急       | 13    | 24    | 24    | 0     | 2     | 0        | 0        | 0        | 2     | 0     | 0     | 0        | 0     | 0     | 0     | 0     | 0     | 4     | 1        | .083  | .083     | .083     | .167  |
| 通算：19年 | 通算：19年 | 1729  | 5937  | 5349  | 617   | 1522  | 230      | 10       | 244      | 2504  | 809   | 44    | 35       | 24    | 42    | 492   | 39    | 30    | 761   | 146      | .285  | .346     | .468     | .814  |

- 各年度の太字はリーグ最高

### タイトル
- 首位打者：1回 （1978年）
- 打点王：1回 （1983年）

### 表彰
- ベストナイン：1回 （1971年）
- 日本シリーズ優秀選手賞：1回 （1979年）

### 記録
初記録
- 初出場：1966年9月30日、対大洋ホエールズ25回戦（広島市民球場）、9回裏に今津光男の代打として出場
- 初打席：同上、9回裏に高橋重行の前に三振
- 初安打：1967年10月8日、対大洋ホエールズ27回戦（広島市民球場）、11回裏に安仁屋宗八の代打として出場、及川宣士から単打
- 初先発出場：1967年10月19日、対サンケイアトムズ27回戦（広島市民球場）、7番・三塁手として先発出場
- 初本塁打・初打点：1969年8月9日、対読売ジャイアンツ16回戦（後楽園球場）、8回表に渡辺秀武から左越ソロ
- 初盗塁：1970年5月13日、対大洋ホエールズ4回戦（広島市民球場）

節目の記録
- 100本塁打：1978年6月25日、対読売ジャイアンツ13回戦（広島市民球場）、3回裏に堀内恒夫から中越ソロ　※史上96人目
- 1000試合出場：1978年8月12日、対ヤクルトスワローズ18回戦（広島市民球場）、5番・一塁手として先発出場　※史上203人目
- 1000安打：1980年4月18日、対ヤクルトスワローズ1回戦（明治神宮野球場）、7回表に安田猛から　※史上115人目
- 150本塁打：1980年7月8日、対読売ジャイアンツ13回戦（広島市民球場）、5回裏に西本聖から左越ソロ　※史上56人目
- 200本塁打：1982年8月15日、対中日ドラゴンズ21回戦（ナゴヤ球場）、1回表に都裕次郎から左越2ラン　※史上38人目
- 1500試合出場：1982年9月2日、対中日ドラゴンズ24回戦（広島市民球場）、5番・一塁手として先発出場　※史上72人目
- 1500安打：1984年6月21日、対西武ライオンズ16回戦（平和台球場）、3回裏に石井毅から右前安打　※史上49人目

その他の記録
- オールスターゲーム出場：1回 （1971年）

### 背番号
- 38 （1966年 - 1970年）
- 4 （1971年 - 1985年）
- 63 （1987年 - 1988年）
- 84 （1989年 - 1993年）
- 72 （1994年 - 1995年）
- 87 （1996年 - 1997年）
- 71 （1998年 - 2001年）
- 73 （2003年 - 2006年）
- 70 （2013年）

## 参考資料
- 『FLASH』 2012年10月2日号（通巻1207号。同年9月19日発売、光文社発行）
- 近藤唯之 『引退 そのドラマ』新潮社（新潮文庫）、1986年
- 坂本邦夫『プロ野球データ事典』PHP研究所、2001年